# Liste der Bodendenkmäler in Neustadt an der Donau
Auf dieser Seite sind die Bodendenkmäler in der niederbayerischen Stadt Neustadt an der Donau zusammengestellt. Diese Tabelle ist eine Teilliste der Liste der Bodendenkmäler in Bayern. Grundlage ist die Bayerische Denkmalliste, die auf Basis des Bayerischen Denkmalschutzgesetzes vom 1. Oktober 1973 erstmals erstellt wurde und seither durch das Bayerische Landesamt für Denkmalpflege geführt wird. Die folgenden Angaben ersetzen nicht die rechtsverbindliche Auskunft der Denkmalschutzbehörde.

## Bodendenkmäler in Neustadt an der Donau
| Lage                             | Objekt | Akten-Nr.     | Bild |
| -------------------------------- | --- | ------------- | ---- |
| Neustadt an der Donau (Standort) | Grabhügel vorgeschichtlicher Zeitstellung, u. a. der Hallstattzeit. | D-2-7036-0059 |      |
| Neustadt an der Donau (Standort) | Grabhügel vorgeschichtlicher Zeitstellung. | D-2-7036-0067 |      |
| Abensberg (Standort)             | Verebnete Grabhügel vorgeschichtlicher Zeitstellung. Siedlung der Altheimer Gruppe, der Bronze-, Urnenfelder-, Latène- und römischen Kaiserzeit. Verhüttungsplatz der Latènezeit. | D-2-7136-0002 |      |
| Kelheim (Standort)               | Dammstück der Römerstraße Eining-Regensburg. | D-2-7136-0023 |      |
| Neustadt an der Donau (Standort) | Siedlung vor- und frühgeschichtlicher Zeitstellung. | D-2-7136-0060 |      |
| Neustadt an der Donau (Standort) | Burgus der späten römischen Kaiserzeit. | D-2-7136-0061 |      |
| Neustadt an der Donau (Standort) | Siedlung der mittleren römischen Kaiserzeit. | D-2-7136-0062 |      |
| Neustadt an der Donau (Standort) | Siedlung vorgeschichtlicher Zeitstellung, Villa rustica der mittleren römischen Kaiserzeit, frühmittelalterliche Reihengräber. | D-2-7136-0063 |      |
| Neustadt an der Donau (Standort) | Villa rustica der mittleren römischen Kaiserzeit. | D-2-7136-0064 |      |
| Neustadt an der Donau (Standort) | Siedlung des Neolithikums, Bestattungsplatz der Urnenfelderzeit, Staatsbad der römischen Kaiserzeit, frühmittelalterliche Kirchen. Untertägige hoch- und spätmittelalterliche sowie frühneuzeitliche Befunde im Bereich der profanierten Kirche St. Andreas in Bad Gögging, darunter die Spuren älteren Bauphasen.                                                                  | D-2-7136-0066 |      |
| Neustadt an der Donau (Standort) | Bestattungsplatz der jüngeren Urnenfelderzeit. | D-2-7136-0070 |      |
| Neustadt an der Donau (Standort) | Villa rustica der römischen Kaiserzeit. | D-2-7136-0071 |      |
| Neustadt an der Donau (Standort) | Ziegelei der römischen Kaiserzeit. | D-2-7136-0072 |      |
| Neustadt an der Donau (Standort) | Siedlung der römischen Kaiserzeit. | D-2-7136-0075 |      |
| Neustadt an der Donau (Standort) | Siedlung der Urnenfelderzeit. | D-2-7136-0077 |      |
| Neustadt an der Donau (Standort) | Siedlung der Urnenfelderzeit und der frühen Latènezeit. | D-2-7136-0078 |      |
| Neustadt an der Donau (Standort) | Siedlung der frühen Latènezeit. | D-2-7136-0079 |      |
| Neustadt an der Donau (Standort) | Siedlung vor- und frühgeschichtlicher Zeitstellung. | D-2-7136-0081 |      |
| Neustadt an der Donau (Standort) | Siedlung vor- und frühgeschichtlicher Zeitstellung. | D-2-7136-0082 |      |
| Neustadt an der Donau (Standort) | Siedlung des Neolithikums. | D-2-7136-0083 |      |
| Neustadt an der Donau (Standort) | Siedlung vor- und frühgeschichtlicher Zeitstellung. | D-2-7136-0084 |      |
| Neustadt an der Donau (Standort) | Villa rustica der römischen Kaiserzeit und Siedlung vor- und frühgeschichtlicher Zeitstellung. | D-2-7136-0085 |      |
| Neustadt an der Donau (Standort) | Siedlung vor- und frühgeschichtlicher Zeitstellung. | D-2-7136-0086 |      |
| Neustadt an der Donau (Standort) | Siedlung vor- und frühgeschichtlicher Zeitstellung. | D-2-7136-0087 |      |
| Neustadt an der Donau (Standort) | Siedlung vor- und frühgeschichtlicher Zeitstellung. | D-2-7136-0089 |      |
| Neustadt an der Donau (Standort) | Siedlung vor- und frühgeschichtlicher Zeitstellung. | D-2-7136-0090 |      |
| Neustadt an der Donau (Standort) | Siedlung und verebnete Gräben vor- und frühgeschichtlicher Zeitstellung. | D-2-7136-0091 |      |
| Neustadt an der Donau (Standort) | Verebnete Grabhügel vorgeschichtlicher Zeitstellung. | D-2-7136-0092 |      |
| Neustadt an der Donau (Standort) | Siedlung vor- und frühgeschichtlicher Zeitstellung. | D-2-7136-0093 |      |
| Neustadt an der Donau (Standort) | Verebnete Grabhügel vorgeschichtlicher Zeitstellung. | D-2-7136-0094 |      |
| Neustadt an der Donau (Standort) | Siedlung vor- und frühgeschichtlicher Zeitstellung. | D-2-7136-0095 |      |
| Neustadt an der Donau (Standort) | Siedlung vorgeschichtlicher Zeitstellung. | D-2-7136-0096 |      |
| Neustadt an der Donau (Standort) | Verebnete Grabhügel vorgeschichtlicher Zeitstellung. | D-2-7136-0098 |      |
| Neustadt an der Donau (Standort) | Verebnetes viereckiges Grabenwerk vor- und frühgeschichtlicher Zeitstellung. | D-2-7136-0099 |      |
| Neustadt an der Donau (Standort) | Verebnete Kreisgräben und Körpergräber vor- und frühgeschichtlicher Zeitstellung. | D-2-7136-0100 |      |
| Neustadt an der Donau (Standort) | Siedlung vor- und frühgeschichtlicher Zeitstellung. | D-2-7136-0101 |      |
| Neustadt an der Donau (Standort) | Körpergräber vor- und frühgeschichtlicher Zeitstellung. | D-2-7136-0102 |      |
| Neustadt an der Donau (Standort) | Siedlung vor- und frühgeschichtlicher Zeitstellung. | D-2-7136-0103 |      |
| Neustadt an der Donau (Standort) | Körpergräber vor- und frühgeschichtlicher Zeitstellung. | D-2-7136-0104 |      |
| Neustadt an der Donau (Standort) | Siedlung vor- und frühgeschichtlicher Zeitstellung. | D-2-7136-0105 |      |
| Neustadt an der Donau (Standort) | Siedlung vor- und frühgeschichtlicher Zeitstellung. | D-2-7136-0106 |      |
| Neustadt an der Donau (Standort) | Siedlung vor- und frühgeschichtlicher Zeitstellung. | D-2-7136-0107 |      |
| Neustadt an der Donau (Standort) | Verebnete Grabhügel vorgeschichtlicher Zeitstellung. | D-2-7136-0108 |      |
| Neustadt an der Donau (Standort) | Siedlung vor- und frühgeschichtlicher Zeitstellung. | D-2-7136-0109 |      |
| Neustadt an der Donau (Standort) | Verebnetes Grabenwerk vor- und frühgeschichtlicher Zeitstellung. | D-2-7136-0110 |      |
| Neustadt an der Donau (Standort) | Kastell Abusina-Eining der mittleren und späten römischen Kaiserzeit. | D-2-7136-0111 |      |
| Neustadt an der Donau (Standort) | Siedlung der Linearbandkeramik, der Bronze- und Urnenfelderzeit, Lager Eining-Unterfeld der mittleren römischen Kaiserzeit sowie Körpergräber vor- und frühgeschichtlicher Zeitstellung. | D-2-7136-0112 |      |
| Neustadt an der Donau (Standort) | Reste eines römischen Wachtturmes. | D-2-7136-0113 |      |
| Neustadt an der Donau (Standort) | Römische Gebäudereste (Wachtturm und Heiligtum). Frühmittelalterliche Kirche. | D-2-7136-0114 |      |
| Neustadt an der Donau (Standort) | Villa rustica der römischen Kaiserzeit. | D-2-7136-0115 |      |
| Neustadt an der Donau (Standort) | Siedlung des Neolithikums, u. a. der Linearbandkeramik, der frühen und späten Bronzezeit, der Urnenfelderzeit sowie der frühen Latènezeit, Bestattungsplatz der späten Latènezeit, Zivilsiedlung (Vicus) des Kastells Abusina-Eining der mittleren und späten römischen Kaiserzeit, Gräber der mittleren und späten römischen Kaiserzeit, Bestattungsplatz des frühen Mittelalters. | D-2-7136-0117 |      |
| Neustadt an der Donau (Standort) | Siedlung der römischen Kaiserzeit. | D-2-7136-0118 |      |
| Neustadt an der Donau (Standort) | Brandgräber der mittleren römischen Kaiserzeit. | D-2-7136-0119 |      |
| Neustadt an der Donau (Standort) | Siedlung vor- und frühgeschichtlicher Zeitstellung. | D-2-7136-0123 |      |
| Neustadt an der Donau (Standort) | Siedlung vorgeschichtlicher Zeitstellung. | D-2-7136-0125 |      |
| Neustadt an der Donau (Standort) | Siedlung des Neolithikums. | D-2-7136-0126 |      |
| Neustadt an der Donau (Standort) | Brandgräber der mittleren römischen Kaiserzeit. | D-2-7136-0127 |      |
| Neustadt an der Donau (Standort) | Siedlung vor- und frühgeschichtlicher Zeitstellung. | D-2-7136-0128 |      |
| Neustadt an der Donau (Standort) | Siedlung vor- und frühgeschichtlicher Zeitstellung. | D-2-7136-0130 |      |
| Neustadt an der Donau (Standort) | Siedlung und Körpergräber vor- und frühgeschichtlicher Zeitstellung sowie verebnetes Teilstück der Römerstraße Eining-Regensburg mit Abzweigung einer weiteren Straße. | D-2-7136-0131 |      |
| Neustadt an der Donau (Standort) | Siedlung vor- und frühgeschichtlicher Zeitstellung. | D-2-7136-0132 |      |
| Neustadt an der Donau (Standort) | Körpergräber vor- und frühgeschichtlicher Zeitstellung. | D-2-7136-0133 |      |
| Neustadt an der Donau (Standort) | Brandgräber vor- und frühgeschichtlicher Zeitstellung. | D-2-7136-0134 |      |
| Neustadt an der Donau (Standort) | Siedlung vor- und frühgeschichtlicher Zeitstellung. | D-2-7136-0135 |      |
| Neustadt an der Donau (Standort) | Siedlung und Körpergräber vor- und frühgeschichtlicher Zeitstellung. | D-2-7136-0136 |      |
| Neustadt an der Donau (Standort) | Siedlung vor- und frühgeschichtlicher Zeitstellung. | D-2-7136-0137 |      |
| Neustadt an der Donau (Standort) | Siedlung vor- und frühgeschichtlicher Zeitstellung. | D-2-7136-0138 |      |
| Neustadt an der Donau (Standort) | Grabhügel vorgeschichtlicher Zeitstellung. | D-2-7136-0139 |      |
| Neustadt an der Donau (Standort) | Teilstrecke des römischen Limes. | D-2-7136-0140 |      |
| Hienheimer Forst (Standort)      | Römischer Wachtposten 15/42 des Limes. | D-2-7136-0141 |      |
| Hienheimer Forst (Standort)      | Römischer Wachtposten 15/43 des Limes. | D-2-7136-0142 |      |
| Hienheimer Forst (Standort)      | Römischer Wachtposten 15/44 des Limes. | D-2-7136-0143 |      |
| Neustadt an der Donau (Standort) | Römischer Wachtposten 15/45 (Feldwache bzw. Kleinkastell) des Limes. | D-2-7136-0144 |      |
| Neustadt an der Donau (Standort) | Römischer Wachtposten 15/46 des Limes. | D-2-7136-0145 |      |
| Neustadt an der Donau (Standort) | Römischer Wachtposten 15/47 des Limes. | D-2-7136-0146 |      |
| Neustadt an der Donau (Standort) | Freilandstation des Mittelpaläolithikums, Siedlung der Linearbandkeramik, des Mittelneolithikums (Stichbandkeramik, Oberlauterbach, Rössen), der Münchshöfener und Altheimer Gruppe, der Chamer Kultur, der frühen Bronze- und der späten Urnenfelderzeit sowie der Latènezeit, Erdwerk der Chamer Kultur, Bestattungsplatz der Schnurkeramik.                                      | D-2-7136-0147 |      |
| Neustadt an der Donau (Standort) | Bestattungsplatz des frühen Mittelalters. | D-2-7136-0148 |      |
| Neustadt an der Donau (Standort) | Freilandstation des Mittelpaläolithikums, Siedlung der Linearbandkeramik, des Mittelneolithikums (Stichbandkeramik), der Münchshöfener und der Altheimer Gruppe sowie der frühen Bronzezeit, Bestattungsplatz der Glockenbecherkultur, verebnetes Teilstück der Römerstraße Pförring-Eining, frühmittelalterliches Reihengräberfeld.                                                | D-2-7136-0149 |      |
| Neustadt an der Donau (Standort) | Siedlung vorgeschichtlicher Zeitstellung, u. a. der Linearbandkeramik, der Chamer Gruppe, der mittleren Bronzezeit und der römischen Kaiserzeit. | D-2-7136-0150 |      |
| Neustadt an der Donau (Standort) | Siedlung des Neolithikums. | D-2-7136-0151 |      |
| Neustadt an der Donau (Standort) | Siedlung vorgeschichtlicher Zeitstellung, u. a. des Neolithikums, der Latènezeit sowie der römischen Kaiserzeit. | D-2-7136-0152 |      |
| Neustadt an der Donau (Standort) | Siedlung vorgeschichtlicher Zeitstellung. | D-2-7136-0153 |      |
| Neustadt an der Donau (Standort) | Siedlung vorgeschichtlicher Zeitstellung, u. a. der Stichbandkeramik/Gruppe Oberlauterbach, der Altheimer Gruppe und der Bronzezeit. | D-2-7136-0154 |      |
| Neustadt an der Donau (Standort) | Siedlung des Mittelneolithikums. | D-2-7136-0155 |      |
| Neustadt an der Donau (Standort) | Siedlung des Mittelneolithikums. | D-2-7136-0156 |      |
| Neustadt an der Donau (Standort) | Siedlung des Neolithikums, u. a. des Mittelneolithikums und der Hallstattzeit. | D-2-7136-0157 |      |
| Neustadt an der Donau (Standort) | Siedlung vorgeschichtlicher und metallzeitlicher Zeitstellung. | D-2-7136-0158 |      |
| Neustadt an der Donau (Standort) | Siedlung der Linearbandkeramik. | D-2-7136-0159 |      |
| Neustadt an der Donau (Standort) | Siedlung vor- und frühgeschichtlicher Zeitstellung. | D-2-7136-0160 |      |
| Neustadt an der Donau (Standort) | Station oder Schlagplatz des Jungpaläolithikums. Siedlung neolithischer, u. a. mittelneolithischer Zeitstellung. | D-2-7136-0161 |      |
| Neustadt an der Donau (Standort) | Siedlung vor- und frühgeschichtlicher Zeitstellung. | D-2-7136-0162 |      |
| Neustadt an der Donau (Standort) | Siedlung der Urnenfelderzeit. | D-2-7136-0163 |      |
| Neustadt an der Donau (Standort) | Verebnetes viereckiges Grabenwerk vor- und frühgeschichtlicher Zeitstellung. | D-2-7136-0164 |      |
| Neustadt an der Donau (Standort) | Siedlung des Neolithikums, u. a. des Mittelneolithikums, sowie der Hallstattzeit. | D-2-7136-0165 |      |
| Neustadt an der Donau (Standort) | Siedlung vor- und frühgeschichtlicher Zeitstellung, u. a. Station des Mittel- und Jungpaläolithikums, sowie Siedlung des Neolithikums. | D-2-7136-0166 |      |
| Neustadt an der Donau (Standort) | Siedlung vor- und frühgeschichtlicher Zeitstellung. | D-2-7136-0167 |      |
| Neustadt an der Donau (Standort) | Siedlung des Neolithikums. | D-2-7136-0169 |      |
| Neustadt an der Donau (Standort) | Höhle mit Siedlung der Gruppe Oberlauterbach. | D-2-7136-0170 |      |
| Neustadt an der Donau (Standort) | Straße der römischen Kaiserzeit (Donaunordstraße). | D-2-7136-0171 |      |
| Neustadt an der Donau (Standort) | Freilandsiedlung des Jungpaläolithikums (Aurignacien), Siedlung vorgeschichtlicher Zeitstellung, u. a. der Altheimer/Pollinger und der Chamer Gruppe sowie der frühen Bronzezeit, verebnetes Grabenwerk mit zwei Gräben vor- und frühgeschichtlicher Zeitstellung, frühmittelalterliche Abschnittsbefestigung Bürg.                                                                 | D-2-7136-0172 |      |
| Neustadt an der Donau (Standort) | Siedlung der Linearbandkeramik und des Mittelneolithikums (Gruppe Oberlauterbach). | D-2-7136-0173 |      |
| Neustadt an der Donau (Standort) | Freilandstation des Mittel- und Jungpaläolithikums sowie des Mesolithikums, Siedlung des Neolithikums und der Bronzezeit. | D-2-7136-0174 |      |
| Neustadt an der Donau (Standort) | Frühmittelalterliche Reihengräber. | D-2-7136-0175 |      |
| Neustadt an der Donau (Standort) | Siedlung des Neolithikums, u. a. der Stichbandkeramik und der Gruppe Oberlauterbach. | D-2-7136-0178 |      |
| Neustadt an der Donau (Standort) | Siedlung vor- und frühgeschichtlicher Zeitstellung. | D-2-7136-0179 |      |
| Neustadt an der Donau (Standort) | Siedlung vor- und frühgeschichtlicher Zeitstellung. | D-2-7136-0180 |      |
| Neustadt an der Donau (Standort) | Siedlung vor- und frühgeschichtlicher Zeitstellung. | D-2-7136-0181 |      |
| Neustadt an der Donau (Standort) | Verebnetes viereckiges Grabenwerk vor- und frühgeschichtlicher Zeitstellung, Siedlung des Neolithikums. | D-2-7136-0182 |      |
| Neustadt an der Donau (Standort) | Verebnetes Grabenwerk vor- und frühgeschichtlicher Zeitstellung, Siedlung des Neolithikums, u. a. der Stichbandkeramik. | D-2-7136-0183 |      |
| Neustadt an der Donau (Standort) | Verebnetes Grabenwerk vor- und frühgeschichtlicher Zeitstellung sowie Siedlung vorgeschichtlicher Zeitstellung, u. a. der Latènezeit. | D-2-7136-0184 |      |
| Neustadt an der Donau (Standort) | Siedlung vorgeschichtlicher Zeitstellung, u. a. des Neolithikums. | D-2-7136-0185 |      |
| Neustadt an der Donau (Standort) | Siedlung der Urnenfelderzeit. | D-2-7136-0186 |      |
| Neustadt an der Donau (Standort) | Siedlung der Linear- und Stichbandkeramik. | D-2-7136-0187 |      |
| Neustadt an der Donau (Standort) | Siedlung vor- und frühgeschichtlicher Zeitstellung. | D-2-7136-0188 |      |
| Neustadt an der Donau (Standort) | Siedlung vorgeschichtlicher Zeitstellung, u. a. der Linearbandkeramik. | D-2-7136-0189 |      |
| Neustadt an der Donau (Standort) | Siedlung vorgeschichtlicher Zeitstellung. | D-2-7136-0190 |      |
| Neustadt an der Donau (Standort) | Siedlung der Latènezeit. | D-2-7136-0191 |      |
| Neustadt an der Donau (Standort) | Siedlung vor- und frühgeschichtlicher Zeitstellung. | D-2-7136-0192 |      |
| Neustadt an der Donau (Standort) | Siedlung vorgeschichtlicher Zeitstellung. | D-2-7136-0193 |      |
| Neustadt an der Donau (Standort) | Siedlung vorgeschichtlicher Zeitstellung, u. a. der Linearbandkeramik und der Bronzezeit. | D-2-7136-0194 |      |
| Neustadt an der Donau (Standort) | Steingebäude frühgeschichtlicher Zeitstellung (Villa rustica der römischen Kaiserzeit). | D-2-7136-0195 |      |
| Neustadt an der Donau (Standort) | Siedlung vor- und frühgeschichtlicher Zeitstellung. | D-2-7136-0196 |      |
| Neustadt an der Donau (Standort) | Siedlung der jüngeren Urnenfelderzeit. | D-2-7136-0197 |      |
| Neustadt an der Donau (Standort) | Straße der römischen Kaiserzeit (Donaunordstraße). | D-2-7136-0198 |      |
| Neustadt an der Donau (Standort) | Siedlung der Hallstattzeit, Villa rustica der römischen Kaiserzeit. | D-2-7136-0199 |      |
| Neustadt an der Donau (Standort) | Siedlung der Stichbandkeramik und der Gruppe Oberlauterbach. | D-2-7136-0200 |      |
| Neustadt an der Donau (Standort) | Siedlung des Neolithikums. | D-2-7136-0201 |      |
| Neustadt an der Donau (Standort) | Siedlung der römischen Kaiserzeit. | D-2-7136-0202 |      |
| Neustadt an der Donau (Standort) | Siedlung der Urnenfelder- und Hallstattzeit. | D-2-7136-0203 |      |
| Neustadt an der Donau (Standort) | Freilandstation des Jungpaläolithikums und des Mesolithikums, Siedlung des Neolithikums, u. a. der Stichbandkeramik, der Gruppe Oberlauterbach und der Chamer Gruppe, der (frühen) Bronzezeit, der Urnenfelder- und Hallstattzeit sowie der Latènezeit. Verebnetes Grabenwerk vor- und frühgeschichtlicher Zeitstellung.                                                            | D-2-7136-0204 |      |
| Neustadt an der Donau (Standort) | Siedlung des Neolithikums, u. a. der Stichbandkeramik und der Gruppe Oberlauterbach, Bestattungsplatz der frühen Bronzezeit. | D-2-7136-0205 |      |
| Neustadt an der Donau (Standort) | Siedlung des Neolithikums, u. a. der Stichbandkeramik. | D-2-7136-0206 |      |
| Neustadt an der Donau (Standort) | Siedlung des Neolithikums. | D-2-7136-0207 |      |
| Neustadt an der Donau (Standort) | Freilandstation des Mittelpaläolithikums und Siedlung des Neolithikums, u. a. der Stichbandkeramik. | D-2-7136-0208 |      |
| Neustadt an der Donau (Standort) | Siedlung des Neolithikums sowie allgemein vorgeschichtlicher Zeitstellung. | D-2-7136-0209 |      |
| Neustadt an der Donau (Standort) | Freilandstation des Jungpaläolithikums, Siedlung des Neolithikums, u. a. des Mittelneolithikums. | D-2-7136-0210 |      |
| Neustadt an der Donau (Standort) | Freilandstation des Mittel- und Jungpaläolithikums. | D-2-7136-0211 |      |
| Neustadt an der Donau (Standort) | Siedlung des Neolithikums und allgemein vorgeschichtlicher Zeitstellung. | D-2-7136-0212 |      |
| Neustadt an der Donau (Standort) | Siedlung vor- und frühgeschichtlicher Zeitstellung. | D-2-7136-0214 |      |
| Neustadt an der Donau (Standort) | Siedlung und verebnete Gräben vor- und frühgeschichtlicher Zeitstellung. | D-2-7136-0215 |      |
| Neustadt an der Donau (Standort) | Verebnete Grabhügel vorgeschichtlicher Zeitstellung. | D-2-7136-0216 |      |
| Neustadt an der Donau (Standort) | Verebnete Grabhügel vorgeschichtlicher Zeitstellung. | D-2-7136-0217 |      |
| Neustadt an der Donau (Standort) | Siedlung vor- und frühgeschichtlicher Zeitstellung. | D-2-7136-0218 |      |
| Neustadt an der Donau (Standort) | Siedlung vor- und frühgeschichtlicher Zeitstellung. | D-2-7136-0219 |      |
| Neustadt an der Donau (Standort) | Siedlung vor- und frühgeschichtlicher Zeitstellung. | D-2-7136-0220 |      |
| Neustadt an der Donau (Standort) | Siedlung vor- und frühgeschichtlicher Zeitstellung. | D-2-7136-0221 |      |
| Neustadt an der Donau (Standort) | Siedlung vor- und frühgeschichtlicher und neolithischer Zeitstellung. | D-2-7136-0222 |      |
| Neustadt an der Donau (Standort) | Siedlung vor- und frühgeschichtlicher Zeitstellung. | D-2-7136-0224 |      |
| Neustadt an der Donau (Standort) | Siedlung der römischen Kaiserzeit. | D-2-7136-0225 |      |
| Neustadt an der Donau (Standort) | Burgstall des Mittelalters. | D-2-7136-0226 |      |
| Neustadt an der Donau (Standort) | Frühmittelalterliche Reihengräber. | D-2-7136-0227 |      |
| Neustadt an der Donau (Standort) | Verebnete Grabhügel vorgeschichtlicher Zeitstellung. | D-2-7136-0229 |      |
| Neustadt an der Donau (Standort) | Verebnete Grabhügel vorgeschichtlicher Zeitstellung. | D-2-7136-0240 |      |
| Neustadt an der Donau (Standort) | Siedlung vor- und frühgeschichtlicher Zeitstellung. | D-2-7136-0241 |      |
| Neustadt an der Donau (Standort) | Dammstück der Römerstraße Eining-Regensburg. | D-2-7136-0251 |      |
| Neustadt an der Donau (Standort) | Siedlung vor- und frühgeschichtlicher Zeitstellung. | D-2-7136-0252 |      |
| Neustadt an der Donau (Standort) | Untertägige mittelalterliche und frühneuzeitliche Befunde im Bereich der Kath. Filialkirche Unserer Lieben Frau mit Friedhofsbefestigung in Marching, ehemals wohl Burgkapelle, darunter die Spuren von Vorgängerbauten bzw. älteren Bauphasen. | D-2-7136-0259 |      |
| Neustadt an der Donau (Standort) | Burgstall des Mittelalters. | D-2-7136-0260 |      |
| Neustadt an der Donau (Standort) | Untertägige mittelalterliche und frühneuzeitliche Befunde in der historischen Altstadt von Neustadt a.d. Donau. | D-2-7136-0269 |      |
| Neustadt an der Donau (Standort) | Untertägige mittelalterliche und frühneuzeitliche Befunde im Bereich der Kath. Kirche St. Wolfgang mit Karner in Arresting, darunter die Spuren von Vorgängerbauten bzw. älteren Bauphasen. | D-2-7136-0271 |      |
| Neustadt an der Donau (Standort) | Untertägige mittelalterliche und frühneuzeitliche Befunde im Bereich der Kath. Kirche St. Achatius in Oberulrain, darunter die Spuren von Vorgängerbauten bzw. älteren Bauphasen. | D-2-7136-0273 |      |
| Neustadt an der Donau (Standort) | Untertägige mittelalterliche und frühneuzeitliche Befunde im Bereich der Kath. Kirche Mariä Heimsuchung in Niederulrain, darunter die Spuren von Vorgängerbauten bzw. älteren Bauphasen. | D-2-7136-0275 |      |
| Neustadt an der Donau (Standort) | Untertägige mittelalterliche und frühneuzeitliche Befunde im Bereich der Kath. Pfarrkirche St. Laurentius in Neustadt a.d. Donau, darunter die Spuren von Vorgängerbauten bzw. älteren Bauphasen, sowie der aufgelassene historische Ortsfriedhof. | D-2-7136-0278 |      |
| Neustadt an der Donau (Standort) | Untertägige mittelalterliche und frühneuzeitliche Befunde im Bereich der Friedhofskapelle St. Nikolaus, ehemals Siechenhauskapelle, in Neustadt a.d. Donau, darunter die Spuren von Vorgängerbauten bzw. älteren Bauphasen sowie untertägige Befunde des abgebrochenen Siechenhauses und wohl der abgebrochenen Johannes-Nepomuk-Kapelle.                                           | D-2-7136-0279 |      |
| Neustadt an der Donau (Standort) | Untertägige mittelalterliche und frühneuzeitliche Befunde im Bereich der St.-Anna-Kapelle in Neustadt a.d. Donau, darunter die Spuren von Vorgängerbauten bzw. älteren Bauphasen. | D-2-7136-0280 |      |
| Neustadt an der Donau (Standort) | Untertägige frühneuzeitliche Befunde im Bereich der Kath. Kapelle Unserer Lieben Frau im Eichreis in Wöhr, darunter die Spuren von Vorgängerbauten bzw. älteren Bauphasen. | D-2-7136-0281 |      |
| Neustadt an der Donau (Standort) | Untertägige Befunde im Bereich des abgebrochenen Abensberger Tores der mittelalterlichen Stadtbefestigung von Neustadt a.d. Donau. | D-2-7136-0283 |      |
| Neustadt an der Donau (Standort) | Untertägige Befunde im Bereich des abgebrochenen Regensburger Tores der mittelalterlichen Stadtbefestigung von Neustadt a.d. Donau. | D-2-7136-0284 |      |
| Neustadt an der Donau (Standort) | Untertägige Befunde im Bereich des abgebrochenen Maurer Tores der mittelalterlichen Stadtbefestigung von Neustadt a.d. Donau. | D-2-7136-0285 |      |
| Neustadt an der Donau (Standort) | Untertägige Befunde im Bereich der mittelalterlichen Stadtbefestigung von Neustadt a.d. Donau. | D-2-7136-0286 |      |
| Neustadt an der Donau (Standort) | Abgegangene mittelalterliche Burg Trephenau. | D-2-7136-0287 |      |
| Neustadt an der Donau (Standort) | Untertägige frühneuzeitliche Befunde im Bereich des ehem. Schlosses in Irnsing, zuvor wohl mittelalterliche Burg. | D-2-7136-0288 |      |
| Neustadt an der Donau (Standort) | Untertägige mittelalterliche und frühneuzeitliche Befunde im Bereich der Kath. Kirche Unsere Liebe Frau mit Kapelle St. Michael und Friedhofsbefestigung in Irnsing, darunter die Spuren von Vorgängerbauten bzw. älteren Bauphasen. | D-2-7136-0289 |      |
| Neustadt an der Donau (Standort) | Abgegangene mittelalterliche Burg. | D-2-7136-0291 |      |
| Neustadt an der Donau (Standort) | Untertägige mittelalterliche und frühneuzeitliche Befunde im Bereich der Kirche St. Georg mit der ehem. Kapelle St. Sebastian und Friedhofsbefestigung in Hienheim, darunter die Spuren von Vorgängerbauten bzw. älteren Bauphasen. | D-2-7136-0292 |      |
| Neustadt an der Donau (Standort) | Untertägige mittelalterliche und frühneuzeitliche Befunde im Bereich der Kath. Kirche St. Ulrich und Wolfgang in Sittling, darunter die Spuren von Vorgängerbauten bzw. älteren Bauphasen. | D-2-7136-0295 |      |
| Neustadt an der Donau (Standort) | Untertägige mittelalterliche und frühneuzeitliche Befunde im Bereich der Kath. Kirche St. Johann Baptist und Evangelist in Heiligenstadt, darunter die Spuren von Vorgängerbauten bzw. älteren Bauphasen. | D-2-7136-0297 |      |
| Neustadt an der Donau (Standort) | Untertägige mittelalterliche und frühneuzeitliche Befunde im Bereich der Kath. Pfarrkirche St. Sebastian in Eining, darunter die Spuren von Vorgängerbauten bzw. älteren Bauphasen. | D-2-7136-0299 |      |
| Neustadt an der Donau (Standort) | Siedlung vor- und frühgeschichtlicher Zeitstellung. | D-2-7136-0302 |      |
| Neustadt an der Donau (Standort) | Siedlung vor- und frühgeschichtlicher Zeitstellung. | D-2-7136-0303 |      |
| Neustadt an der Donau (Standort) | Siedlung des Neolithikums und der römischen Kaiserzeit. | D-2-7136-0304 |      |
| Neustadt an der Donau (Standort) | Station des Mittelpaläolithikums und Siedlung des Neolithikums. | D-2-7136-0305 |      |
| Neustadt an der Donau (Standort) | Siedlung vor- und frühgeschichtlicher Zeitstellung. | D-2-7136-0306 |      |
| Neustadt an der Donau (Standort) | Siedlung des Neolithikums und Station des Jungpaläolithikums. | D-2-7136-0307 |      |
| Neustadt an der Donau (Standort) | Siedlung allgemein neolithischer Zeitstellung. | D-2-7136-0308 |      |
| Neustadt an der Donau (Standort) | Siedlung der Schnurkeramik, der Altheimer Kultur und der Eisenzeit. | D-2-7136-0309 |      |
| Neustadt an der Donau (Standort) | Siedlung der Eisenzeit und der römischen Kaiserzeit. | D-2-7136-0310 |      |
| Neustadt an der Donau (Standort) | Siedlung vorgeschichtlicher und metallzeitlicher Zeitstellung. | D-2-7136-0311 |      |
| Neustadt an der Donau (Standort) | Siedlung vorgeschichtlicher, u. a. urnenfelderzeitlicher Zeitstellung. | D-2-7136-0312 |      |
| Neustadt an der Donau (Standort) | Siedlung vorgeschichtlicher, u. a. neolithischer und metallzeitlicher Zeitstellung, u. a. der Bronzezeit und der römischen Kaiserzeit. Verhüttungsplatz der Latènezeit. | D-2-7136-0313 |      |
| Neustadt an der Donau (Standort) | Siedlung vor- und frühgeschichtlicher Zeitstellung. | D-2-7236-0015 |      |
| Neustadt an der Donau (Standort) | Siedlung vor- und frühgeschichtlicher Zeitstellung. | D-2-7236-0017 |      |
| Neustadt an der Donau (Standort) | Siedlung vor- und frühgeschichtlicher Zeitstellung. | D-2-7236-0018 |      |
| Neustadt an der Donau (Standort) | Verebneter Teilabschnitt (zwei parallele Gräben) einer Römerstraße. | D-2-7236-0019 |      |
| Neustadt an der Donau (Standort) | Siedlung vor- und frühgeschichtlicher Zeitstellung. | D-2-7236-0020 |      |
| Neustadt an der Donau (Standort) | Siedlung vor- und frühgeschichtlicher Zeitstellung. | D-2-7236-0021 |      |
| Neustadt an der Donau (Standort) | Siedlung und Körpergräber vor- und frühgeschichtlicher Zeitstellung bzw. des frühen Mittelalters. | D-2-7236-0022 |      |
| Neustadt an der Donau (Standort) | Siedlung des Neolithikums. | D-2-7236-0023 |      |
| Neustadt an der Donau (Standort) | Verebneter Burgstall des Mittelalters (ehem. Schloss Karpfenstein). | D-2-7236-0024 |      |
| Neustadt an der Donau (Standort) | Siedlung vor- und frühgeschichtlicher Zeitstellung. | D-2-7236-0025 |      |
| Neustadt an der Donau (Standort) | Siedlung vor- und frühgeschichtlicher Zeitstellung. | D-2-7236-0026 |      |
| Neustadt an der Donau (Standort) | Verebnetes Grabenwerk vor- und frühgeschichtlicher Zeitstellung. | D-2-7236-0028 |      |
| Neustadt an der Donau (Standort) | Siedlung vor- und frühgeschichtlicher Zeitstellung. | D-2-7236-0029 |      |
| Neustadt an der Donau (Standort) | Siedlung vorgeschichtlicher Zeitstellung. | D-2-7236-0032 |      |
| Neustadt an der Donau (Standort) | Bestattungsplatz vor- und frühgeschichtlicher Zeitstellung bzw. des frühen Mittelalters. | D-2-7236-0033 |      |
| Neustadt an der Donau (Standort) | Burgstall des Mittelalters. | D-2-7236-0034 |      |
| Neustadt an der Donau (Standort) | Verebnete Grabhügel vorgeschichtlicher Zeitstellung. | D-2-7236-0035 |      |
| Neustadt an der Donau (Standort) | Siedlung der frühen bis mittleren Bronzezeit. | D-2-7236-0037 |      |
| Neustadt an der Donau (Standort) | Siedlung vor- und frühgeschichtlicher Zeitstellung. | D-2-7236-0038 |      |
| Neustadt an der Donau (Standort) | Siedlung vor- und frühgeschichtlicher Zeitstellung. | D-2-7236-0040 |      |
| Neustadt an der Donau (Standort) | Siedlung vor- und frühgeschichtlicher Zeitstellung. | D-2-7236-0041 |      |
| Neustadt an der Donau (Standort) | Verebnetes viereckiges Grabenwerk und Siedlung vor- und frühgeschichtlicher Zeitstellung. | D-2-7236-0042 |      |
| Neustadt an der Donau (Standort) | Siedlung vor- und frühgeschichtlicher Zeitstellung. | D-2-7236-0043 |      |
| Neustadt an der Donau (Standort) | Siedlung vor- und frühgeschichtlicher Zeitstellung. | D-2-7236-0044 |      |
| Neustadt an der Donau (Standort) | Siedlung vor- und frühgeschichtlicher Zeitstellung. | D-2-7236-0045 |      |
| Neustadt an der Donau (Standort) | Siedlung vor- und frühgeschichtlicher Zeitstellung. | D-2-7236-0047 |      |
| Neustadt an der Donau (Standort) | Siedlung vor- und frühgeschichtlicher Zeitstellung. | D-2-7236-0048 |      |
| Neustadt an der Donau (Standort) | Siedlung und verebneter Graben vor- und frühgeschichtlicher Zeitstellung sowie verebnete Grabhügel vorgeschichtlicher Zeitstellung. | D-2-7236-0051 |      |
| Neustadt an der Donau (Standort) | Siedlung vor- und frühgeschichtlicher Zeitstellung. | D-2-7236-0052 |      |
| Neustadt an der Donau (Standort) | Siedlung vor- und frühgeschichtlicher Zeitstellung. | D-2-7236-0053 |      |
| Neustadt an der Donau (Standort) | Verebneter Graben vor- und frühgeschichtlicher Zeitstellung. | D-2-7236-0054 |      |
| Neustadt an der Donau (Standort) | Verebnete Grabhügel vorgeschichtlicher Zeitstellung. | D-2-7236-0057 |      |
| Neustadt an der Donau (Standort) | Siedlung vorgeschichtlicher Zeitstellung. | D-2-7236-0058 |      |
| Neustadt an der Donau (Standort) | Siedlung vor- und frühgeschichtlicher Zeitstellung. | D-2-7236-0060 |      |
| Neustadt an der Donau (Standort) | Verebnete Grabhügel vorgeschichtlicher Zeitstellung. | D-2-7236-0061 |      |
| Neustadt an der Donau (Standort) | Siedlung vor- und frühgeschichtlicher Zeitstellung. | D-2-7236-0062 |      |
| Neustadt an der Donau (Standort) | Siedlung vor- und frühgeschichtlicher Zeitstellung. | D-2-7236-0063 |      |
| Neustadt an der Donau (Standort) | Siedlung vor- und frühgeschichtlicher Zeitstellung. | D-2-7236-0064 |      |
| Neustadt an der Donau (Standort) | Siedlung vor- und frühgeschichtlicher Zeitstellung. | D-2-7236-0065 |      |
| Neustadt an der Donau (Standort) | Siedlung vor- und frühgeschichtlicher Zeitstellung. | D-2-7236-0066 |      |
| Neustadt an der Donau (Standort) | Siedlung vor- und frühgeschichtlicher Zeitstellung. | D-2-7236-0067 |      |
| Dürnbucher Forst (Standort)      | Grabhügel vorgeschichtlicher Zeitstellung. | D-2-7236-0070 |      |
| Neustadt an der Donau (Standort) | Untertägige mittelalterliche und frühneuzeitliche Befunde im Bereich der Kath. Kirche St. Georg in Schwaig, darunter die Spuren von Vorgängerbauten bzw. älteren Bauphasen. | D-2-7236-0080 |      |
| Neustadt an der Donau (Standort) | Siedlung vor- und frühgeschichtlicher Zeitstellung. | D-2-7236-0086 |      |
| Neustadt an der Donau (Standort) | Verebnetes Grabenwerk vor- und frühgeschichtlicher Zeitstellung. | D-2-7236-0087 |      |
| Neustadt an der Donau (Standort) | Siedlung vor- und frühgeschichtlicher Zeitstellung. | D-2-7236-0088 |      |
| Neustadt an der Donau (Standort) | Eisenverhüttungsplatz der späten Latènezeit. | D-2-7236-0103 |      |
| Neustadt an der Donau (Standort) | Untertägige mittelalterliche und frühneuzeitliche Befunde im Bereich der Kath. Wallfahrtskirche Unserer Lieben Frau in Mauern, darunter die Spuren von Vorgängerbauten bzw. älteren Bauphasen. | D-2-7236-0104 |      |
| Neustadt an der Donau (Standort) | Untertägige mittelalterliche und frühneuzeitliche Befunde im Bereich der ehem. Kirche St. Vitus in Mühlhausen, darunter die Spuren des abgebrochenen Langhauses und der abgebrochenen Seelenkapelle mit zugehörigen Vorgängerbauten bzw. älteren Bauphasen sowie der aufgelassene historische Ortsfriedhof.                                                                         | D-2-7236-0106 |      |
| Neustadt an der Donau (Standort) | Untertägige mittelalterliche und frühneuzeitliche Befunde im Bereich der Kath. Kirche St. Jakob in Mühlhausen (OT Forstdürnbuch), darunter die Spuren von Vorgängerbauten bzw. älteren Bauphasen. | D-2-7236-0107 |      |
| Neustadt an der Donau (Standort) | Untertägige mittelalterliche und frühneuzeitliche Befunde im Bereich der Kath. Kirche St. Andreas in Geibenstetten, darunter die Spuren von Vorgängerbauten bzw. älteren Bauphasen sowie der aufgelassene historische Ortsfriedhof. | D-2-7236-0110 |      |
| Neustadt an der Donau (Standort) | Siedlung vor- und frühgeschichtlicher Zeitstellung. | D-2-7236-0114 |      |